# Copa del Món d'esquí alpí
La Copa del Món d'esquí alpí és una competició d'esquí alpí organitzada per la Federació Internacional d'Esquí (FIS) i disputada a manera de circuit per diverses estacions d'esquí.
La competició es disputa anualment des de la temporada 1966-67 durant es període hivernal a l'hemisferi nord. Té lloc a diverses estacions d'esquí d'Europa i Amèrica del Nord, tot i que, ocasionalment, s'han disputat proves a Àsia.
Els competidors competeixen per obtenir els millors resultats en quatre disciplines, eslàlom, eslàlom gegant, super gegant, descens i combinada. S'adjudiquen punts als trenta millor classificats de cada prova, 100 pel primer, 80 pel segon, 60 pel tercer, 50 pel quart, fins a arribar al trentè classificat que obté un punt. Al final de la competició, l'atleta amb més puntuació guanya la Copa del Món. A més, s'atorguen premis als millors de cada disciplina per separat i a la millor selecció. Els circuits són diferents per a la categoria masculina i la femenina, excepte a la final de la copa de món que es disputa a una única seu.
És la competició més important d'aquest esport després de la dels Jocs Olímpics d'Hivern, fins i tot més que la del Campionat del Món d'esquí alpí, organitzada cada dos anys.

## Competicions
- Finals Copa del Món d'esquí alpí Grandvalira Andorra 2019
- Copa del Món d'esquí alpí masculina
- Copa del Món d'esquí alpí femenina
- Copa del Món d'esquí alpí masculina per especialitats
- Copa del Món d'esquí alpí femenina per especialitats